# Terry Oldfield
Terence "Terry" Oldfield (12 de agosto de 1949) es un compositor inglés. Es hermano del también compositor e intérprete Mike Oldfield y de la cantante Sally Oldfield. Tanto Terry como sus dos hermanos fueron educados por su madre, Maureen, en la fe católica y, en ocasiones dicha formación se atisba en su música.
Terry Oldfield nació en Londres, Inglaterra y pasó su infancia, en parte, en Dublín y en parte en Reading, Berkshire. Fue alumno en un colegio dentro de un monasterio benedictino. Sus primeras experiencias en el mundo de la música proceden de la música folk que escuchaba en clubes de folk que entre finales de los años 60 y principios de los años 70 poblaban todo el Reino Unido y donde descubrió a músicos como Leonard Cohen, Bert Jansch, John Renbourn o Bob Dylan.
Terry Oldfield abandonó los estudios a los 16 años y trabajó como “roadie” de diferentes bandas de entre las que destacan The Byrds. Fue durante una larga estancia en la isla griega de Hydra, donde conoció y, de manera informal aprendió a tocar el que iba a ser su principal instrumento de expresión artística: la flauta. De hecho, Terry Oldfield es un músico de formación netamente autodidacta y su único aprendizaje musical formal procede de su estancia en Agra, India, donde aprendió a tocar la tabla (un instrumento de percusión tradicional)
A principios de la década de los 70, Terry funda junto a su hermano Mike el grupo Barefoot, con el que toca rock and roll en colegios y clubes de todo el Reino Unido por un corto espacio de tiempo antes de disolverse finalmente. Poco tiempo después, Mike compuso su celebérrimo trabajo Tubular Bells. Terry no participó en la grabación de aquel famoso e icónico disco, pero sí lo hizo posteriormente tocando la flauta en la interpretación de la primera parte del álbum de su hermano para el programa televisivo Second House de la BBC en noviembre de 1973 y en las famosas actuaciones en el Queen Elizabeth Hall de Londres. 
Tras sus primeros escarceos con Barefoot, Terry comenzó su carrera musical de manera profesional componiendo la música de un programa de televisión de la BBC. Desde entonces Terry ha compuesto música para más de 50 producciones de cine y televisión, ha recibido dos nominaciones para los Emmy por sus trabajos en Land of the Tiger y Twilight Dreamtime y una nominación BAFTA por su trabajo en la serie de la BBC Kingdom of the Ice Bear.
Terry ha realizado importantes aportaciones a la llamada “World Music”, con un total de 15 grabaciones en los últimos 10 años, de las que se han vendido más de un millón de copias.
En 2001, Terry firmó un contrato multi-registro con Nueva Tierra Records en Santa Fe, Nuevo México. Desde ese mismo año reside en Australia.

## Discografía
- In Search of the Trojan War – 1982
- Sunshine Holidays – 1983
- Cascade – 1986
- Reverence – 1986
- Return to Treasure Island – 1987
- In the Presence of Light – 1987
- Resonance – 1988
- Star of Heaven – 1989
- Spirit of the Rainforest – 1990
- Angel – 1990
- Zen – 1991
- Illumination – 1992
- Spiral Waves – 1992
- Out of the Depths – 1993
- Spirit of Africa – 1993
- Australia – 1994
- Spirit of Tibet – 1994
- Earth Spirit – 1995
- Icon – 1995
- Theme for the Telford Time Machine – 1996
- Spirit of India – 1996
- South East Asia – 1997
- All The Rivers Gold – 1999
- Music for Wildlife – 2000
- Reflections - The Best of Terry Oldfield 1985-1995 – 2000
- Across the Universe – 2000
- Spirit of the World – 2000
- Turning Point 2002
- A Time for Peace – 2003
- Yoga Harmony – 2004
- Celt – 2004 (o Celtic Spirit)
- De Profundis / Out of the Depths II – 2005
- Ethereal – 2005
- Reiki Harmony – 2006
- con Soraya Mandala:Forever One - 2007
- con Soraya Mandala: Circle of Chant - 2008
- con Soraya - Yoga Nidra -2009
- Tears For Tibet - 2009
- Sacred Touch Music for Massage - 2009
- Yoga Nidra 2009
- Glastonbury Tor Reiki Healing Energy 2010
- Journey into Space (con Mike Oldfield) – 2012
- Peaceful Hearts (con Soraya Saraswati) – 2013
- Namaste (con Soraya Saraswati) – 2016
- Sky Dancer (con Carlos Garo) – 2017

Silent Night Peaceful Night 2010
Terry Oldfield & Soraya Saraswati - Healing Sound Journey 2011
Terry Oldfield - Journey Into Space (New Earth Records, NE3122)2012